# Банківський день
Банківський день (англ. Banking Day) — період робочого часу банку, протягом якого проводяться розрахункові операції з клієнтами банку і позначаються (датуються) цим числом.
У системі електронних платежів Національного банку України банківський день позначається календарною датою як проміжок часу, протягом якого виконуються технологічні операції, пов'язані з проведенням міжбанківських електронних розрахункових документів через систему електронних платежів Національного банку України, за умови, що підсумки розрахунків за цими документами відображаються на кореспондентських рахунках банків (філій) у територіальному управлінні на ту саму дату.